# Jim Carey
Jim Carey (* 31. května 1974 v Dorchesteru, Massachusetts, USA) je bývalý americký hokejový brankář, který chytal v klubech NHL Washington Capitals, Boston Bruins a krátce v St. Louis Blues.
Brankáře kromě jeho motivu masky s vyobrazenou zdí také proslavila podobnost jména s komikem Jimem Carreyem.

## Skvělý začátek kariéry
Carey chytal do osmnácti let středoškolskou ligu v rodném státě Massachusetts, v ní zaujal skauty klubu NHL Washington Capitals, který si jej vybral ve druhém kole draftu v roce 1992. Gólman místo profesionální dráhy ještě následující dvě sezony chytal v dresu univerzity z Wisconsinu. V roce 1993 reprezentoval v týmu USA do 20 let na juniorském mistrovství světa ve Švédsku, kde mladí Američané obsadili čtvrté místo. V roce 1994 se rozhodl vstoupit do organizace Capitals, ovšem sezona NHL kvůli sporům majitelů klubů s hráčskou asociací NHLPA nezačala v běžném termínu. Jim tak stihl odchytat 55 utkání za farmu Washingtonu v AHL – Portland Pirates. V těch natolik zazářil, že přestože po rozjezdu sezony NHL nastupoval již za hlavní mužstvo, obdržel tři ocenění AHL – Aldege "Baz" Bastien Memorial Award pro nejlepšího gólmana, Dudley "Red" Garrett Memorial Award pro nejlepšího nováčka a byl zařazen do All Star týmu sezony. Ve zkrácené sezoně NHL – 1994/95 – si vybojoval pozici jedničky Capitals. Po sezoně jej novináři zařadili do výběru nováčků – All rookie teamu – a také se objevil v nominaci na Calder Memorial Trophy pro nejlepšího nováčka, v této anketě však obsadil druhé místo, trofej si odnesl Peter Forsberg.
V sezoně 1995/96 byl vyhlášen nejlepším brankářem a obdržel Vezina Trophy, čímž narušil hegemonii Dominika Haška v této anketě v letech 1994-1999. Také byl zařazen do prvního All Stars týmu. Před startem další sezony se pak konal Světový pohár, kde byl Carey jako třetí brankář součástí vítězné americké reprezentace.

## Pokles a konec kariéry
V průběhu ročníku 1996/97 byl Carey vyměněn do celku Boston Bruins. Změna mu příliš neprospěla a výkonnost šla rapidně dolů. Již v listopadu další sezony 1997/98 po deseti odchytaných zápasech došla vedení Bruins trpělivost a vyřadila Jima ze sestavy. V této sezoně se objevil ještě v deseti utkáních v AHL za farmu Bostonu Providence Bruins.
V Providence začal i další sezonu a zdálo se, že by mohla ještě jeho kariéra jít vzhůru. Solidní výkony mu nejen pomohly k nominaci do utkání hvězd AHL (druhé v jeho kariéře, poprvé si v něm zachytal v ročníku 1994/95), ale také se v březnu 1999 objevil v brance klubu NHL St. Louis Blues. Comeback do NHL měl pro něj délku pouhých čtyř utkání. V závěru sezony dvakrát nastoupil ještě v nižší IHL za Cincinnati Cyclones a v létě 1999 ve věku 25 let svou profesionální kariéru ukončil.

## Statistiky

### Statistiky v základní části
| 1994-95                | Washington Capitals | NHL         | 28  | 2.13 | 91,3 | 18 | 6  | 57  | 597  | 4  | 1604 |
| 1994-95                | Portland Pirates    | AHL         | 55  | 2.76 | 90,9 | 30 | 14 | 151 | 1504 | 6  | 3282 |
| 1995-96                | Washington Capitals | NHL         | 71  | 2.26 | 90,6 | 35 | 24 | 153 | 1478 | 9  | 4069 |
| 1996-97                | Washington Capitals | NHL         | 40  | 2.75 | 89,3 | 17 | 18 | 105 | 879  | 1  | 2293 |
| 1996-97                | Boston Bruins       | NHL         | 19  | 3.83 | 87,1 | 5  | 13 | 64  | 432  | 0  | 1004 |
| 1997-98                | Boston Bruins       | NHL         | 10  | 2.90 | 89,3 | 3  | 2  | 24  | 201  | 2  | 496  |
| 1997-98                | Providence Bruins   | AHL         | 10  | 3.97 | 87,8 | 2  | 7  | 40  | 288  | 0  | 605  |
| 1998-99                | St. Louis Blues     | NHL         | 4   | 3.86 | 82,9 | 1  | 2  | 13  | 63   | 0  | 202  |
| 1998-99                | Providence Bruins   | AHL         | 30  | 2.33 | 91,9 | 17 | 8  | 68  | 770  | 3  | 1750 |
| 1998-99                | Cincinnati Cyclones | IHL         | 2   | 1.00 | 96,2 | 1  | 0  | 2   | 50   | 0  | 120  |
| NHL celkově            | NHL celkově         | NHL celkově | 172 | 2.58 | 89,8 | 79 | 65 | 416 | 3650 | 16 | 9668 |
| AHL celkově            | AHL celkově         | AHL celkově | 95  | 2.76 | 90,8 | 49 | 29 | 259 | 2562 | 9  | 5637 |
| Konec hokejové kariéry |                     |             |     |      |      |    |    |     |      |    |      |

### Statistiky v play off
| 1994-95     | Washington Capitals | NHL         | 7  | 4.19 | 83,4 | 2 | 4 | 25 | 126 | 0 | 358 |
| 1995-96     | Washington Capitals | NHL         | 3  | 6.19 | 74,4 | 0 | 1 | 10 | 29  | 0 | 97  |
| NHL celkově | NHL celkově         | NHL celkově | 10 | 4.62 | 81,6 | 2 | 5 | 35 | 155 | 0 | 455 |